# Ozmánbük, Zala
Ozmánbük  este un sat în districtul Zalaegerszeg, județul Zala, Ungaria, având o populație de 186 de locuitori (2011). 

## Demografie
Componența etnică a satului Ozmánbük
     Maghiari (97,37%)
     Germani (2,63%)
Componența confesională a satului Ozmánbük
     Romano-catolici (93,01%)
     Luterani (2,15%)
     Necunoscută (4,84%)
Conform recensământului din 2011, satul Ozmánbük avea 186 de locuitori. Din punct de vedere etnic, majoritatea locuitorilor (97,37%) erau maghiari, cu o minoritate de germani (2,63%).  Din punct de vedere confesional, majoritatea locuitorilor (93,01%) erau romano-catolici, cu o minoritate de luterani (2,15%). Pentru 4,84% din locuitori nu este cunoscută apartenența confesională.